# Mount Ninji and Da Nice Time Kid
Mount Ninji and Da Nice Time Kid è il quarto album in studio del gruppo musicale sudafricano Die Antwoord, pubblicato nel 2016.

## Tracce
1. We Have Candy – 3:03
2. Daddy – 3:59
3. Banana Brain – 4:48
4. Shit Just Got Real (feat. Sen Dog) – 3:48
5. Gucci Coochie (feat. Dita Von Teese) – 4:05
6. Wings on My Penis (feat. Lil Tommy Terror) – 1:15
7. U Like Boobies? (feat. Lil Tommy Terror) – 1:15
8. Rats Rule (feat. Jack Black) – 3:41
9. Jonah Hill – 1:07
10. Stoopid Rich – 3:05
11. Fat Faded Fuck Face – 4:01
12. Peanutbutter + Jelly – 2:21
13. Alien – 4:16
14. Street Light – 4:58
15. Darkling – 3:35
16. I Don't Care – 4:44